# Santuario de la Virgen del Remedio
El Santuario de la Virgen del Remedio está situado en el caserío de «El Remedio» del concejo de Nava y es la parroquia situada más al oeste del concejo «naveto» limitando con los concejos de Siero, Bimenes y Sariego y el río principal es el río Nora, afluente del río Nalón. Si bien inicialmente se construyó una ermita a la que pertenecía una cofradía, en una finca llamada «Llosa el texu».
Suele haber una tendencia popular a magnificar las llamadas «ermitas menores» para convertirlas, de buena fe, en santuarios cuando realmente no lo son. Para diferenciar una de otra, cosa no fácil, se debe tener en cuenta lo que la Iglesia dice acerca del asunto. El «Canon 1230» dice:

«...con el nombre de santuario se designa una iglesia u otro lugar sagrado al que, por motivo particular de piedad, acuden en peregrinación numerosos fieles, con la aprobación del Ordinario del lugar...».

Si bien no establece una rígida diferencia, pero da una pauta a seguir para denominar a estos centros de peregrinación de una forma u otra. En este caso, el fervor popular desde hace siglos y la afluencia actual a las fiestas del santuario, referencia espiritual del concejo de Nava parece que debe ser considerado como santuario y así se manifiesta la iglesia de Oviedo cuando se refiere a este templo.

## Emplazamiento

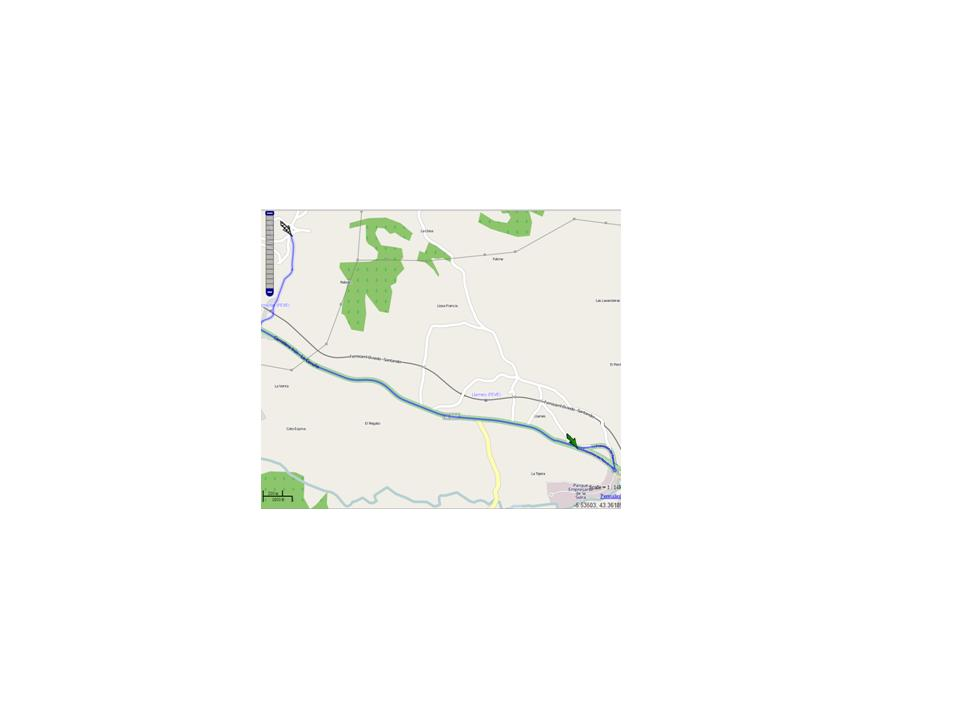
Plano de planta de la ruta desde Nava (Asturias) hasta el Santuario de la Virgen del Remedio.

«Llosa» significa «terreno labrantío cercado, mucho menos extenso que el de las mieses, agros o erías, y por lo común próximo a la casa o barriada a que pertenece» y texu es el arbusto: «tejo», que debía de ser de gran tamaño por venir definido el lugar por el árbol. Estaba  bastante próxima a la fuente «La Escudiella», a media ladera y junto al frontal sur de la iglesia actual, es decir, a un nivel inferior, ya que el terreno desciende por esta parte sur. En la década de 1950 aún se veían sillares prácticamente tapados de maleza y que corresponderían a la antigua ermita. El santuario está a algo más de 4 km de Nava y se llega desde esta localidad tomando la CN-634 en dirección a Pola de Siero durante tres kilómetros hasta un cruce de carreteras llamado «El Remedio», donde está bien señalizada la dirección a tomar — hacia la derecha — y desde donde ya se divisa el santuario sobre la parte alta de una ladera.

## Historia
Los restos arqueológicos de material lítico encontrados en el yacimiento del «Rebollalón», pertenecientes al paleolítico, y en el de «Cantu les Vigues» con un túmulo perteneciente al neolítico, acreditan la existencia de pobladores prehistóricos en esa zona. También se encontraron referencias toponímicas del periodo romano.
En sus comienzos la ermita debía estar bajo la advocación de «Santa María del Texu», puesto que el actual santuario de la Virgen del Remedio procede del medievo tardío y tiene una especial relación con las epidemias de peste que se sufrieron en aquella época.
Según documentaciones de la «Carta Arqueológica de Nava» y otros documentos, la Iglesia se comenzó a construir entre los años 1591 o 1592, si bien parece que su construcción quedó suspendida unos años. Fue en 1613 cuando el arcipreste de Nava, Bartolomé Álvarez, se jubiló. Estaba dispuesto a marchar a su pueblo natal de Grado, pero decidió pasar por la «ermita del Texu» para encomendarse a la Virgen porque padecía un mal de piedra muy doloroso. Como se relata más adelante, el arcipreste quedó curado repentinamente, por lo que decidió construir un Santuario en ese lugar. Para ello adquirió una iglesia conventual existente en Sariego y la trasladó al lugar del Texu. Puede, por tanto, tomarse como año de su fundación el de 1613. Sin embargo, respecto a la piedra usada hay dos posturas diferentes: los antiguos vecinos de los pueblos de San Román de Sariego, «Verdera», «Villamartín» y «El Corralon» coinciden en que la piedra usada procedía de un convento de monjas que se hallaba entre los pueblos de «El Corralón» y San Román de Sariego, en la cima del monte «Llovós»; la hipótesis contraria sostiene que la piedra de tipo granítico de la iglesia procede de Villaviciosa.
En el año 1793 se tomó la decisión de separar, como filial o hijuela, la parroquia que hasta entonces pertenecía a la parroquia de san Bartolomé, sita en Nava. Esta decisión se lleva a efecto en 1807, pero no es hasta casi un siglo más tarde, el 1 de febrero de 1892, cuando se erige la parroquia de «Nuestra Señora del Remedio». Sin embargo, el primitivo templo data de finales del siglo XVI, sobre el cual se edificó el actual santuario. Existe un documento fechado el 10 de febrero de 1859 que cita a una cofradía fundada en el siglo XVI, época de la edificación del primer templo, en cuyas constituciones se mostraba el mandato de decir Misa los viernes y sábados, así como otra al amanecer de los días feriados. El documento es un escrito del mayordomo de la Cofradía en honor de la Virgen de los Remedios y que dirige a su Majestad para que los bienes de esta cofradía sean indultados de las leyes de la desamortización y no se saquen a subasta, puesto que proceden de personas particulares y son de uso privado de la cofradía.
El documento dice así:

«...D. Francisco Antonio Diego Capellán mayordomo de la cofradía fundada en el santuario de Nuestra Señora de los Remedios (...) expone: que data de tres siglos la fundación de la cofradía (se puede datar el origen hacia el año 1559) cumpliendo las cargas de dos misas semanales celebradas los viernes y los sábados y otra misa del alba en todos los días feriados (...) a la que acuden doscientos vecinos pobres que tienen que oírla en aquél santuario que es vicaría o hijuela de la parroquia de San Bartolomé de Nava y en la que hay obligación de confesar y dar oblatas (...) siendo las rentas de la cofradía de quince y media fanegas de pan y setecientos reales (...) indispensables para decir la misa del alba(...) Oviedo y febrero 10 de 1859».

Durante la guerra civil española se quemó casi todo el archivo parroquial, salvando algunos el sacerdote José Salas Fernández, que fueron trasladados a la primera página del «Libro de Bautismos» que fue autorizado el 24 de marzo de 1934.  También se perdió un manuscrito que el obispo de Oviedo, Juan Álvarez de Caldas (1605-1612), enviaba  como contestación al que el Rey había solicitado para informarse acerca de los milagros acaecidos por intercesión de la Virgen de los Remedios.

## Estructura y arquitectura
|                                                         |
| Nave central con altar mayor al fondo y cúpula nervada. |

|                              |
| Entrada principal, al oeste. |

|                                                    |
| Detalle de nervadura de la cúpula del altar mayor. |

|                                    |
| Nave central con el coro al fondo. |

El templo, de gran solidez y monumentalidad, tiene planta de cruz latina, presbiterio rectangular con bóvedas estrelladas y nervios muy pronunciados. La crucería es de una gran belleza tanto en estructura como en detalles. La fachada que da a occidente tiene dos pares de columnas jónicas que soportan un frontis triangular de molduras gruesas. La puerta principal, en su fachada sur, es de medio punto y de corte renacentista, abriéndose en el centro una portada de arco de medio punto, cuyas claves e impostas resaltadas están cubiertas por tejeros de piedra. La fachada lateral es bastante más sencilla pero tiene una hornacina de la Virgen con el Niño en su parte superior. Lo más destacable de la edificación es su portada, que es una imitación, ruralizada, de la San Vicente de Oviedo  y que es de los pocos modelos importados de Italia en el siglo XVI  y que, según asegura Torga Llamedo, es muy probable que su autor sea Domingo de Mortera (1560-1608).

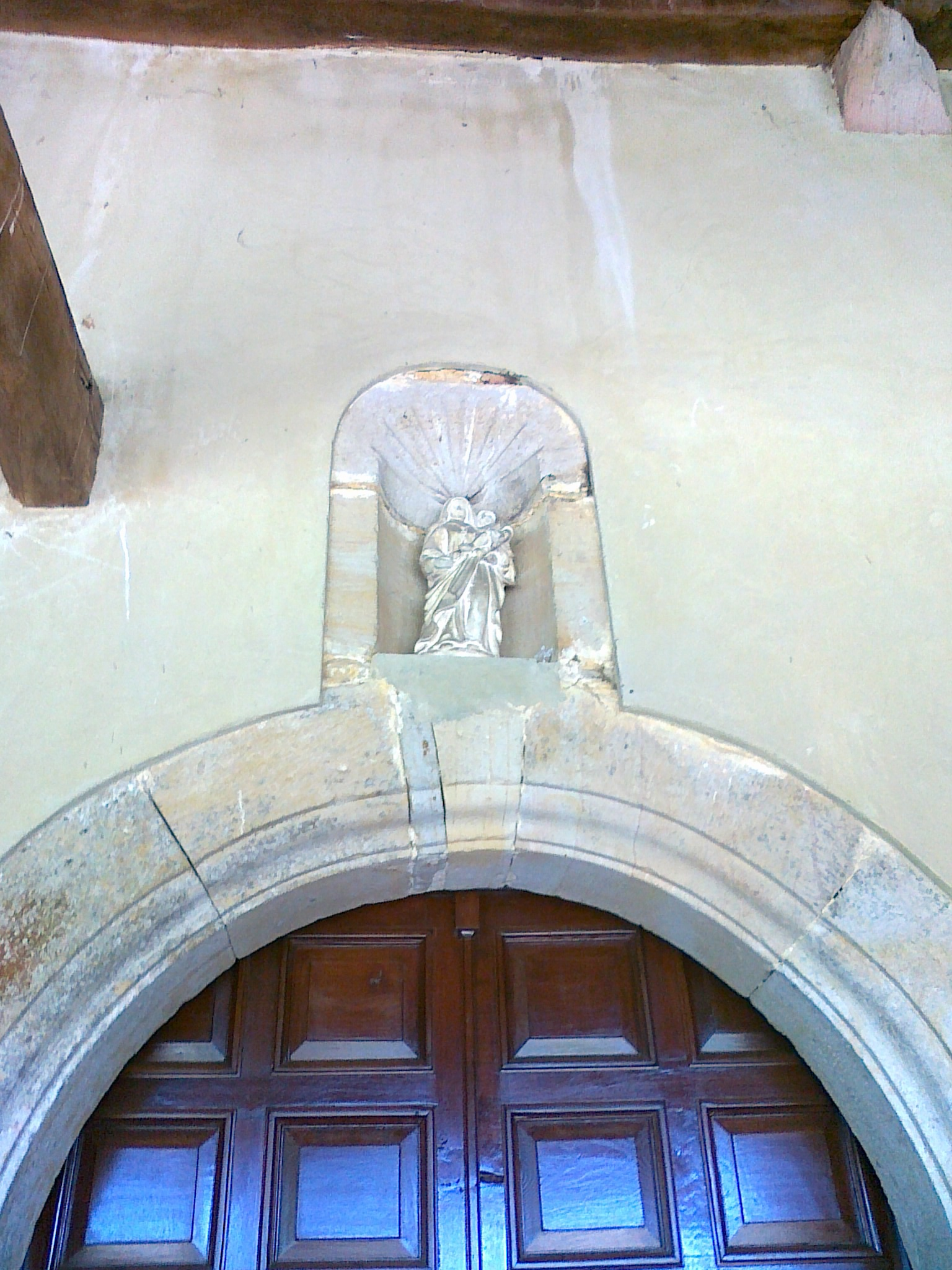
La Virgen Niña llamada popularmente «La Perezosa».

Ambas fachadas, oeste y sur, tienen un pórtico que se apoya en pilares cuadrados sobre un murete. La fachada sur es más sencilla que la principal, consistiendo en un arco de medio punto y por encima una hornacina con la imagen de la «Virgen Niña»  que es conocida popularmente por «La Perezosa», pues al decir popular en clave de simpatía y anecdótica, llegó tarde y se quedó fuera. En la fachada principal, la sur, hay una imagen de la Virgen  reposando sobre la luna con floreros a ambos lados, rodeada por un rosario y una epigrafía en la parte inferior que dice «Nuestra Señora de los Remedios», todo ello grabado en una piedra de granito rojo. La misma imagen, solo que con una pequeña diferencia, la de tener una paloma en su lado derecho y en la luna, que también aparece, está un ángel con la cabeza reposada en ella, se encuentra en una casa cercana conocida como «el mesón».
La iglesia, de una sola nave, está cubierta con una bóveda de estrella de cuatro puntos, aumentando su complejidad en el crucero con cambados y aún más en el presbiterio, que luce una bóveda con estrellas de gran complejidad. En los muros se sitúan pilares toscanos con ménsulas a ambos lados para apoyar los nervios. En la pared sur se observa un escudo de armas que podría ser el de Bartolomé Álvarez de Grado, fundador del santuario. La torre tenía un corredor de madera que la rodeaba y que fue derruida por un vendaval en enero de 1919. Respecto al piso, está cubierto de cantos rodados de muy diferentes colores, formando una gran cantidad de figuras geométricas.
El santuario tenía cinco retablos labrados en nogal  y de estilo churrigueresco. Todos ellos tenían las imágenes correspondientes, pero quedaron reducidos a cenizas en el año 1936, excepto la imagen de la Virgen del Remedio, considerada popularmente milagrosa por las curaciones que se atribuyen a su intercesión, que no pudieron explicar los médicos, y que están recogidas en el «Archivo Oficial del Santuario». Actualmente hay un solo retablo mayor que fue realizado en madera de castaño por los hermanos Urraca de Villaviciosa el año 1952 con un coste de 30 000 pesetas.
|              |
| Altar mayor. |

|                                          |
| Altar lateral de la Virgen de Covadonga. |

|                            |
| Altar lateral de San José. |

|                                                |
| La Virgen con un rosario y la luna a sus pies. |

## Favores y milagros
En el «Archivo Oficial de Santuario» están recogidos gran cantidad de hechos que, aunque la Santa Sede no se haya pronunciado sobre ellos, es tradición cristiana considerarlos como milagros atribuidos a la intercesión de la Virgen. Los de más entidad por su evidencia son los siguientes:
- Una mujer tullida y casi inválida total sanó de repente estando en la iglesia.
- Una mujer del poblado próximo llamado Llames y cuyo nombre era Sancha, recobró la vista en la iglesia después de muchos años de ceguera.
- Un vecino del pueblo de Beloncio, concejo de Piloña, totalmente inválido, es llevado a la iglesia por amigos y familiares, donde quedó curado instantáneamente quedando hábil y útil para cualquier tipo de trabajo.[12]
- La curación, ya citada, de mal de piedra a Bartolomé Álvarez de Grado, promotor del santuario.
- Un vecino de Nava, Juan de Pandiella, padecía una fuerte gota coral y sanó por intercesión de la Virgen.
- Cuando estaba a punto de terminarse el santuario, en el año 1613, Juan de Ardisana, obrero de Nava que trabajaba en la edificación, se cayó desde lo más alto de la espadaña; se encomendó a la Virgen durante su caída y resultó ileso, sin golpe alguno.
- Al igual que Juan de Pandiella, se curó del mismo mal Fernando Cobián, vecino de Infiesto, que fue cura de la capellanía de Santo Tomás de Bode.
- Una vecina de Lieres, Siero, no podía auxiliar a su hijo pequeño que estaba en una cuna y la casa estaba ardiendo; lo encomendó a la Virgen y las llamas no tocaron al pequeño.
- Un tullido se acercó a besar al Santo Cristo, pero estaba demasiado alto para él y como no podía hacerlo, el Santo Cristo bajó milagrosamente para poder ser besado por el tullido.
- Isabel, esposa de Bernabé de Vigil, procurador en la Junta General del Principado, se curó del mal de piedra que padecía.

Todos estos hechos y curaciones milagrosas, que se obraron y que se atribuyeron a la intercesión de la Virgen de los Remedios, fueron enviadas por el obispo de Oviedo al rey Felipe III al que le informaba de la autenticidad y veracidad de los hechos sucedidos.
Más recientemente también ocurrieron diversas curaciones que fueron consideradas como hechos milagrosos como son las siguientes:
- Una vecina de la Pría, «Consuelo la de Leocadia», tenía a su marido en la guerra de Marruecos y llevaba varios años sin recibir noticias de él. Le pidió a la Virgen el favor de tenerlos y el concedido fue que el marido regresó al hogar al poco tiempo.
- El siete de julio de 1962 el tren de viajeros que conducía el maquinista Arcadio Suárez por Rianes, Lieres, iba a chocar contra tres vagones cargados de madera. Ante tal situación, el maquinista grita «¡Virgen de los Remedios, sálvanos!». Por intercesión de la Virgen no hubo ninguna víctima mortal.
- Faustino Montes, de 74 años, quedó paralítico por una trombosis cerebral el día cinco de junio de 1981. Pidió a la Virgen del Remedio que lo sanase y así fue de forma total.
- Durante el viaje en barco de un emigrante hacia el Brasil se desató un gran temporal con grave peligro de zozobra del barco. Este hombre llevaba una estampa de la Virgen de los Remedios en su cartera y le pidió salvación. El barco llegó a puerto sin novedad.

## Fiestas, devociones y tradiciones
El monasterio de San Bartolomé, de Nava, era el patrono del santuario de la Virgen del Remedio y tenía facultades de nombrar vicarios, derecho que pasó posteriormente al Mosanterio de San Pelayo de Oviedo. Debido a los conflictos entre este monasterio, los vecinos del Remedio y el obispo de Oviedo, comenzaron las negociaciones para desgajarse de San Bartolomé. El trámite debió ser largo y difícil pues se consiguió la separación, de acuerdo con el Rey, el  20 de septiembre de 1790 pero la separación se llevó a cabo el año 1807. Hasta el año 1892 el santuario no fue parroquia siendo su primer párroco don Vicente Cabal Sánchez.
La fiesta de Nuestra Señora del Remedio se celebra el día 15 de agosto, fecha que es llamada en todo España el día de la Virgen de agosto y último día de la novena que tiene lugar los correspondientes días previos. Ha sido y es el santuario histórico y referente del Concejo de Nava. Hay muchas oraciones compuestas por las personas sencillas que han recibido favores por la intercesión de la Virgen del Remedio y que, a fuerza de repetirse, se han convertido en oraciones populares. Si bien tienen, lógicamente, algunas diferencias, la que recoge la mayor parte de todas es la siguiente:

Hermosa y querida Virgen de los Remedios. Tú, que no cesaste de derramar con maternal cariño las inmensas bondades de tu corazón sobre tantos fieles, que, agobiados por el dolor y las tristezas de la enfermedad, acudieron a Ti con fe, esperanza y amor, atiéndeme también a mí, que te pido la salud del cuerpo y la paz del alma, de que estoy muy necesitado. Mi vida, ya tu lo sabes, no ha sido, ni es, a los ojos del Señor más que una flor mustia y deshojada, sin aroma ni belleza espiritual.  Y yo quiero que Tú, que eres la divina jardinera de los cielos, me hagas revivir y florecer en santidad y virtudes cristianas, único aroma que agrada a mi Dios. Santa, preciosa y amada Virgen, no apartes jamás tus ojos, tus cuidados y ternuras de mí y de los seres para mí queridos. Aviva en mi alma la llama pura de la fe: excita en mi corazón el santo dolor del arrepentimiento, y ayúdame a saturar mi vida de agradecimiento, adoración y amor a tu Hijo bendito, mi dulce Jesús Sacramentado. Haz que sea de Dios todo mi ser, y tuyo mi último suspiro. Madre de mi alma, mi amparo, mi consuelo, mi encanto, mi cariño, y la más tierna esperanza de mi corazón. Así sea.